# Hallebrøndshøj

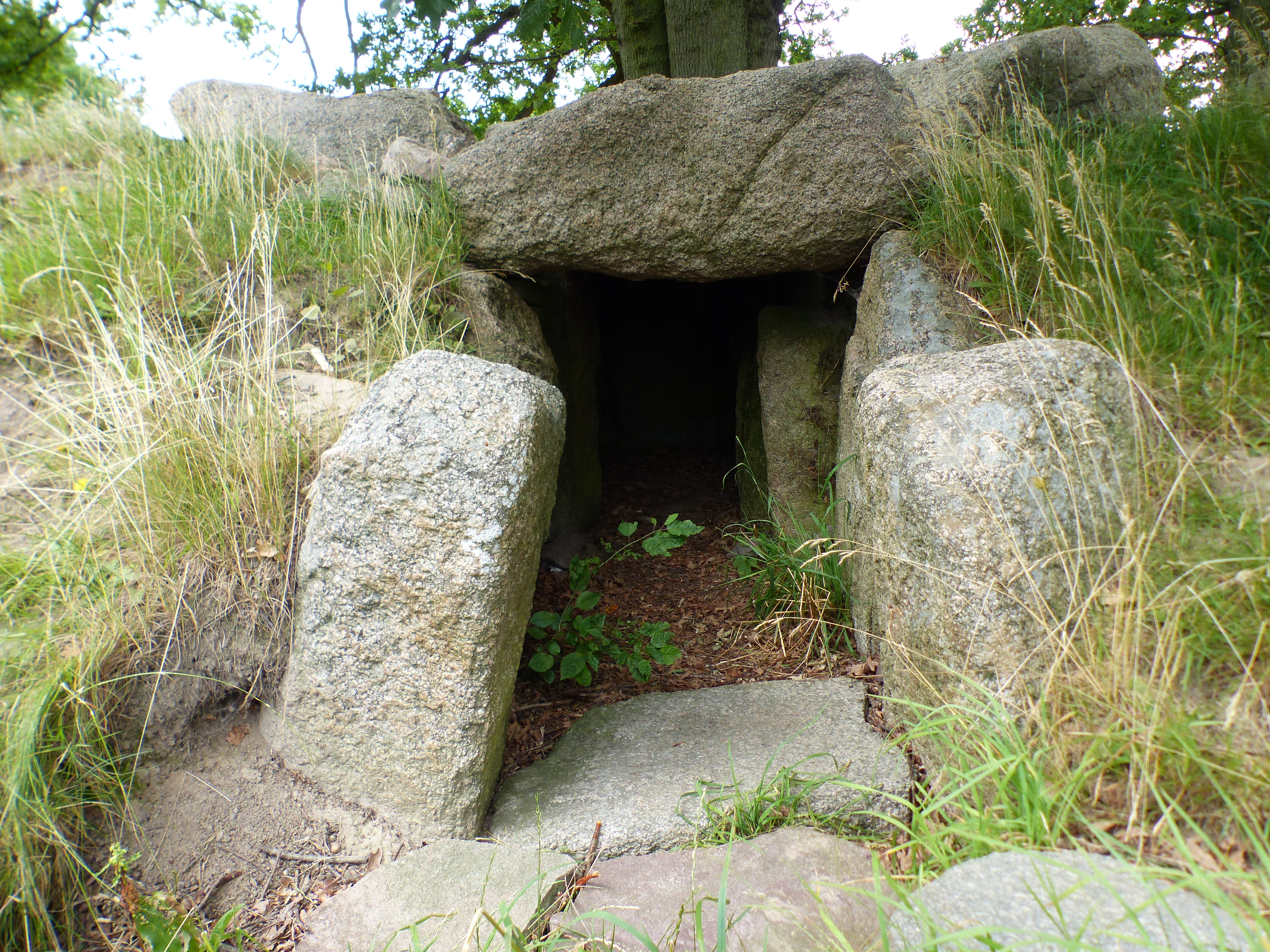
Zugang zur Grabkammer

Der Hallebrøndshøj (auch Grisby Hallebrøndshøj) ist ein Ganggrab in einem Rundhügel westlich von Grisby bei Svaneke auf der dänischen Insel Bornholm. Die Erbauer der zwischen 3500 und 2800 v. Chr. datierten Anlage waren Angehörige der jungsteinzeitlichen Trichterbecherkultur (TBK). Das Ganggrab ist eine Bauform jungsteinzeitlicher Megalithanlagen, die aus einer Kammer und einem baulich abgesetzten, lateralen Gang besteht. Diese Form ist primär in Dänemark, Deutschland und Skandinavien, sowie vereinzelt in Frankreich und den Niederlanden zu finden. 

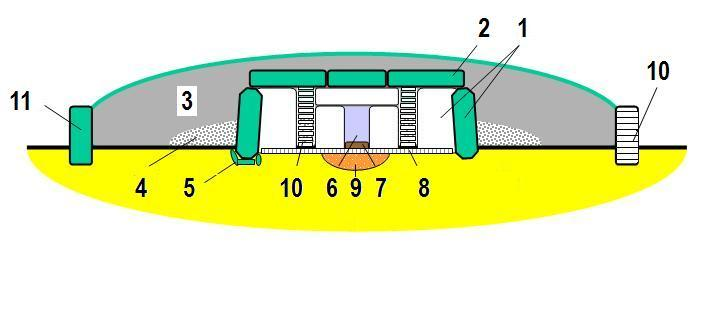
Schema Ganggrab (Querschnitt) 1=Trag-, 2= Deckstein, 3=Erdhügel, 4=Dichtung, 5=Verkeilsteine, 6=Zugang, 7= Schwellenstein. 8=Bodenplatten, 9=Unterbodendepots, 10=Zwischenmauerwerk 11=Randsteine

## Beschreibung
Der Hallebrøndshøj hat einen Durchmesser von etwa 15,0 m. Der leicht trapezoide Gang (ansonsten findet man die trapezoide Orientierungen in den Kammern; quer zum Gang) besteht aus elf Tragsteinen und hatte ehemals drei Decksteine, von denen einer in situ erhalten und ein anderer in die Kammer verstürzt ist. Die Nord-Süd-orientierte Kammer ist etwa 4,2 m lang, 1,8 m breit und 1,7 m hoch. Über dem im Osten liegenden kurzen Gang mit fünf erhaltenen Tragsteinen liegt ein einzelner übergroßer Deckstein, der mit Schälchen versehen ist.

## Grabung
Der Hallebrøndshøj ist eines von vielen Beispielen privater Ausgrabungen von Megalithanlagen, die im 19. Jahrhundert in Dänemark stattfanden. Heute sind solche Erforschungen illegal, damals war es eher die Regel als die Ausnahme. Im Falle des Hallebrøndshøj war es die Lehrerin J. A. Jorgensen, eine kenntnisreiche Person, die in den 1880er Jahren die Ausgrabung leitete und einen sehr detaillierten Bericht gab. 

## Funde
Die Anlage wurde bereits in den frühen 1820er Jahren untersucht. Die Funde wurden der Oldsagskommission vorgelegt, die in diesen Jahren von Christian Jürgensen Thomsen geleitet wurde. Unter den Objekten waren Fragmente von Bernsteinperlen und Gegenstände aus Feuerstein. Jorgensens Annahme, dass nicht alle Objekte gefunden wurden, bestätigte sich. Sie fand Fragmente von vermutlich rund 200 Bernsteinperlen, von denen einige doppelaxtförmig (dänisch Dobbeltøkseformet ravøkse) waren. Neben Bernsteinperlen fand sie mehrere Feuersteinbeile, einen Anhänger aus Schiefer und mehrere Gefäße. Das größte war ein hängender Topf, der anhand der Löcher am oberen Rand erkannt wurde. Auch die Fragmente einer verzierten Keramik wurden geborgen. 
Unverbrannte Knochen fehlten in der Anlage, stattdessen wurde eine geringe Menge Leichenbrand entdeckt. Darin unterscheidet sich der Hallebrøndshøj von anderen zeitgenössischen Anlagen. Auch heute finden sich in den Anlagen regelmäßig Reste, die nicht in die Jungsteinzeit passen und auf Nachbestattungen aus der Bronzezeit zurückgehen. 
Mit Sicherheit nicht alt sind einige Münzen, die man in den 1820er Jahren im Hügel fand. Die sechs deutschen Münzen aus dem Mittelalter – auch aus Würzburg – gelangten in das Nationalmuseum. Der Hallebrøndshøj wurde 1891 und 1994 restauriert. 
In archäologischen Kreisen ist die Gegend um den Hallebrøndshøj in anderen Zusammenhang bekannt. Die Region war in den ersten Jahrhunderten nach Chr. Ort eines überregionalen Macht- und Handelszentrums, das durch die Guldgubber aus Sorte Muld markiert wird, die man nur einen Steinwurf weit vom Hallebrøndshøj fand. Die Goldschmiedearbeiten stammen aus der Eisenzeit.
Etwa fünf Kilometer entfernt liegt das Ganggrab Sillehøj.